# میتسوو واتاناب
میتسوو واتاناب (به انگلیسی: Mitsuo Watanabe) بازیکن فوتبال اهل ژاپن و عضو تیم ملی فوتبال ژاپن است که در تاریخ ۱۲ فوریه ۱۹۷۴ میلادی اولین بازی ملی‌اش را انجام داد. او در ۲۸ بازی ملی حضور داشت و آخرین بازی ملی خود را در تاریخ ۱ ژوئیه ۱۹۷۹ میلادی انجام داد. میتسوو واتاناب در بازی‌های ملی‌اش
۴ گل به ثمر رساند.